# OGAE
OGAE (Siglas de Organisation Génerale des Amateurs de l'Eurovision, Organización General de Amantes de Eurovisión) es una organización internacional fundada en 1984, en Savonlinna, Finlandia, por Jari-Pekka Koikkalainen. Consiste en una red de 40 clubs de fanes del Festival de la Canción de Eurovisión dentro y fuera de Europa, no gubernamental, apolítica y sin ánimo de lucro.
Organiza anualmente cuatro competiciones sin ánimo de lucro para promocionar la música popular entre los fanes de Eurovisión por todo el planeta. Frecuentemente trabaja en cooperación con la Unión Europea de Radiodifusión para ayudarla a promocionar el Festival de Eurovisión, y también ha establecido una relación estrecha con las emisoras nacionales de los países participantes.
El actual presidente de la Red OGAE Internacional es Maiken Mäemets, de OGAE Finlandia, que sucedió en el cargo en 2011 a Antonis Karatzikos, de OGAE Grecia. En la convención anual de los miembros de la OGAE el 17 de mayo de 2013 en Malmö, Suecia, Mäemets fue reelegido para otros dos años.

## Historia
Aunque el Festival de Eurovisión comenzó en 1956, la Red Ogae Internacional se fundó en 1984, por parte de Jari-Pekka Koikkalainen, en Savonlinna, Finlandia. La organización, un club de fanes de Eurovisión independiente, opera como una entidad no gubernamental, apolítica y sin ánimo de lucro, y trabaja frecuentemente en colaboración con la UER. La red está abierta a los países que participan o han participado en el festival. Varios otros países dentro y fuera de Europa que no tienen su propia red OGAE, entre otros Australia, Letonia, Kazajistán, Mónaco, San Marino, Sudáfrica y Estados Unidos, participan bajo el nombre OGAE Resto del Mundo.
Cada año, la OGAE organiza cuatro competiciones sin ánimo de lucro: OGAE Song Contest, OGAE Second Chance Contest, OGAE Video Contest y OGAE Home Composed Song Contest. El ejercicio cooperativo de la Red OGAE es promocionar la música popular nacional por todo el mundo en colaboración con los fanes del Festival de Eurovisión, así como establecer una relación estrecha entre las emisoras nacionales y la promoción del propio festival a un mayor número de gente.

## Ramas de OGAE
OGAE tiene en la actualidad 40 miembros, incluyendo dos en Alemania. Son:
- Albania
- Andorra
- Armenia
- Austria
- Azerbaiyán
- Bielorrusia
- Bélgica
- Bulgaria
- Croacia
- Chipre
- Dinamarca
- Estonia
- Finlandia
- Francia
- Alemania
- Grecia
- Islandia
- Irlanda
- Israel
- Italia
- Líbano
- Lituania
- Luxemburgo
- Macedonia del Norte
- Malta
- Moldavia
- Países Bajos
- Noruega
- Polonia
- Portugal
- Rumanía
- Rusia
- Serbia
- Eslovenia
- España
- Suecia
- Suiza
- Turquía
- Reino Unido
- Resto del mundo

### OGAE Resto del mundo
Los países que no tienen una red OGAE propia por derecho, pero son miembros activos o asociados de la UER, están unificados en OGAE Resto del mundo. Los países que constituyen esta red OGAE son:
- Afganistán
- Argelia
- Argentina
- Australia
- Bosnia-Herzegovina[n 1]
- Botsuana
- Brasil
- Canadá
- Chile
- Colombia
- República Checa[n 1]
- Egipto
- Georgia[n 1]
- Hong Kong
- Hungría[n 1]
- Japón
- Jordania
- Kazajistán
- Kosovo
- Kirguistán
- Letonia[n 1]
- Lesoto
- Liechtenstein
- México
- Mónaco[n 1]
- Montenegro
- Marruecos[n 1]
- Namibia
- Nueva Zelanda
- Perú
- San Marino[n 1]
- Seychelles
- Eslovaquia
- Sudáfrica
- Corea del Sur
- Suazilandia
- Túnez
- Ucrania[n 1]
- Emiratos Árabes Unidos
- Estados Unidos
- Uzbekistán
- Venezuela

1. 1 2 3 4 5 6 7 8 9  Bosnia-Herzegovina, la República Checa, Georgia, Hungría, Letonia, Marruecos, Mónaco, Montenegro, San Marino, Eslovaquia y Ucrania han participado en el festival, pero no tienen aún una membresía completa de OGAE, por lo que están también dentro de Resto del mundo.

## Concursos OGAE

### OGAE Eurovision Song Contest Poll
El Premio Fan Marcel Bezençon se entregó en 2002 y 2003, votado por los miembros de OGAE. Después desapareció y fue reemplazado por el Composer Award en 2004.
| Año  | Ganador   | Canción         | Intérprete        | Puesto | Puntos |
| ---- | --------- | --------------- | ----------------- | ------ | ------ |
| 2002 | Finlandia | Addicted to You | Laura Voutilainen | 20.ª   | 24     |
| 2003 | España    | Dime            | Beth              | 8.ª    | 81     |

Cada año desde 2007, OGAE ha conducido una encuesta previa a Eurovisión en la que cada club nacional junto a OGAE Resto del mundo votan a todas las canciones, usando el mismo sistema de votación que el festival (las más votadas por cada club reciben de 1 a 8, 10 y 12 puntos, y los países no pueden votarse a sí mismos). Los ganadores de esta encuesta son:
| Año  | Ganador   | Canción               | Intérprete             | Puesto | Puntos | Subcampeón | 3.er puesto  |
| ---- | --------- | --------------------- | ---------------------- | ------ | ------ | ---------- | ------------ |
| 2007 | Serbia    | Molitva (Молитва)     | Marija Šerifović       | 1º     | 268    | Suiza      | Bielorrusia  |
| 2008 | Suecia    | Hero                  | Charlotte Perrelli     | 18.ª   | 47     | Suiza      | Serbia       |
| 2009 | Noruega   | Fairytale             | Alexander Rybak        | 1.º    | 387    | Francia    | Suecia       |
| 2010 | Dinamarca | In a moment like this | Chanée and N'evergreen | 4.º    | 149    | Israel     | Alemania     |
| 2011 | Hungría   | What About My Dreams? | Kati Wolf              | 22.ª   | 53     | Francia    | Reino Unido  |
| 2012 | Suecia    | Euphoria              | Loreen                 | 1.ª    | 372    | Italia     | Islandia     |
| 2013 | Dinamarca | Only Teardrops        | Emmelie de Forest      | 1.ª    | 281    | San Marino | Noruega      |
| 2014 | Suecia    | Undo                  | Sanna Nielsen          | 3.ª    | 218    | Hungría    | Israel       |
| 2015 | Italia    | Grande amore          | Il Volo                | 3.ª    | 292    | Suecia     | Estonia      |
| 2016 | Francia   | J'ai cherché          | Amir                   | 6°     | 257    | Rusia      | Australia    |
| 2017 | Italia    | Occidentali's Karma   | Francesco Gabbani      | 6º     | 334    | Bélgica    | Suecia       |
| 2018 | Israel    | Toy                   | Netta Barzilai         | 1.ª    | 529    | Francia    | Filandia     |
| 2019 | Italia    | Soldi                 | Mahmood                | 2º     | 472    | Suiza      | Países Bajos |
| 2020 | Lituania  | On Fire               | The Roop               | -      | -      | Islandia   | Suiza        |
| 2021 | Malta     | Je Me Casse           | Destiny                | 7ª     | 255    | Suiza      | Francia      |
| 2022 | Suecia    | Hold Me Closer        | Cornelia Jakobs        | 4ª     | 438    | Italia     | España       |
| 2023 | Suecia    | Tattoo                | Loreen                 | 1.ª    | 583    | Finlandia  | Francia      |
| 2024 | Croacia   | Rim Tim Tagi Dim      | Baby Lasagna           | 2.ª    | 547    | Italia     | Suiza        |
| 2025 | Suecia    | Bara bada bastu       | KAJ                    | 4º     | 321    | Austria    | Países Bajos |

| Colores de fondo |                     |  |                     |
|                  | Ganó la final       |  | Segunda en la final |
|                  | Tercera en la final |  | No llegó a la final |
|                  | Edición cancelada   |  |                     |

### OGAE Song Contest
El OGAE Song Contest es un concurso en audio en el que todos los clubs nacionales OGAE pueden participar con una canción original publicada en los 12 meses anteriores en sus respectivos países, interpretada en uno de los idiomas oficiales del país.
| Año  | Ganador     | Canción                       | Intérprete                           | Puntos | Organizador                | N.º de participantes |
| ---- | ----------- | ----------------------------- | ------------------------------------ | ------ | -------------------------- | -------------------- |
| 1986 | Alemania    | Stimmen in Wind               | Juliane Werding                      | 16     | Savonlinna                 | 5                    |
| 1987 | Israel      | Ba'ati Eleiha                 | Yardena Arazi                        | 83     | Savonlinna                 | 10                   |
| 1988 | Alemania    | Explosion                     | Mary Roos                            | 83     | Cardiff                    | 10                   |
| 1989 | Noruega     | Hjem                          | Karoline Krüger y Anita Skorgan      | 93     | Berlín                     | 13                   |
| 1990 | Italia      | Vattene amore                 | Mietta y Amedeo Minghi               | 136    | Oslo                       | 18                   |
| 1991 | Francia     | Désenchantée                  | Mylène Farmer                        | 151    | Pisa                       | 17                   |
| 1992 | Portugal    | Se o dia nascesse             | Nucha                                | 115    | París                      | 16                   |
| 1993 | Italia      | La solitudine                 | Laura Pausini                        | 154    | Montargis                  | 20                   |
| 1994 | Grecia      | Ftes                          | Sabrina                              | 116    | Pisa                       | 19                   |
| 1995 | España      | Cada vez                      | Paloma San Basilio                   | 144    | Atenas                     | 21                   |
| 1996 | España      | Me quedaré solo               | Amistades Peligrosas                 | 159    | Las Palmas de Gran Canaria | 16                   |
| 1997 | España      | Amor perdido                  | Marta Sánchez                        | 199    | Las Palmas de Gran Canaria | 22                   |
| 1998 | Polonia     | Im Wiecej Ciebie tym mniej    | Natalia Kukulska                     | 125    | Las Palmas de Gran Canaria | 16                   |
| 1999 | Francia     | Jardin de lumière             | Leyla Doriane                        | 169    | Atenas                     | 24                   |
| 2000 | Suecia      | Svarta änkan                  | Nanne                                | 168    | París                      | 26                   |
| 2001 | Francia     | Moi... Lolita                 | Alizée                               | 189    | Umeå                       | 24                   |
| 2002 | Reino Unido | What If                       | Kate Winslet                         | 126    | París                      | 25                   |
| 2003 | Francia     | Cassé                         | Nolwenn Leroy                        | 183    | Southampton                | 27                   |
| 2004 | Rusia       | Grezy                         | Varvara                              | 178    | Lyon                       | 27                   |
| 2005 | Italia      | Da grande                     | Alexia                               | 164    | Moscú                      | 28                   |
| 2006 | Grecia      | Mambo                         | Elena Paparizou                      | 244    | Pisa                       | 30                   |
| 2007 | España      | Qué no daría yo               | Rebeca                               | 179    | Atenas                     | 29                   |
| 2008 | Croacia     | Ruža u kamenu                 | Franka Batelić                       | 164    | Zaragoza                   | 27                   |
| 2009 | Reino Unido | Viva la Vida                  | Coldplay                             | 248    | Zagreb                     | 30                   |
| 2010 | Reino Unido | Heartbreak (Make Me A Dancer) | Freemasons feat. Sophie Ellis-Bextor | 228    | Londres                    | 27                   |
| 2011 | Reino Unido | Someone like You              | Adele                                | 189    | Londres                    | 26                   |
| 2012 | Italia      | Per sempre                    | Nina Zilli                           | 219    | Londres                    | 26                   |
| 2013 | España      | Te despertaré                 | Pastora Soler                        | 237    | Bologna                    | 30                   |
| 2014 | Francia     | Dernière danse                | Indila                               | 251    | España                     | 26                   |
| 2015 | Francia     | Andalouse                     | Kendji Girac                         | 248    | Francia                    | 31                   |
| 2016 | España      | Sofía                         | Álvaro Soler                         | 234    | Francia                    | 28                   |
| 2017 | Australia   | Fighting for Love             | Dami Im                              | 232    | España                     | 28                   |
| 2018 | Reino Unido | Scared of the Dark            | Steps                                | 230    | Australia                  | 29                   |
| 2019 | Reino Unido | Someone You Loved             | Lewis Capaldi                        | 241    | Londres                    | 28                   |
| 2020 | Reino Unido | Physical                      | Dua Lipa                             | 213    | Edimburgo                  | 28                   |
| 2021 | Australia   | Fly Away                      | Tones and I                          | 172    | Cardiff                    | 29                   |
| 2022 |             |                               |                                      |        |                            |                      |
| 2023 | Reino Unido | As It Was                     | Harry Styles                         | 255    | Canberra                   | 31                   |
| 2024 | Italia      | Euforia                       | Annalisa                             | 197    | Belfast                    | 24                   |

### OGAE Second Chance Contest
El OGAE Second Chance Contest (Concurso OGAE Segunda Oportunidad) es un evento visual fundado en 1987 y organizado por los miembros de OGAE. En la primera edición de 1987 compitieron cuatro naciones. Antiguamente era un evento de solo audio, pero con los años evolucionó con el uso del video y en la actualidad DVD y Youtube.
Cada verano, después del Festival de Eurovisión, cada miembro puede enviar una canción que no logró ganar en el proceso nacional de selección de su país para el festival. Los miembros de cada país escogen entre las canciones que no ganaron para que les represente en el evento. Los votos los envían los miembros OGAE a la organización de cada año. Los votos los comunican portavoces especiales desde 1993.

### OGAE Video Contest
El OGAE Video Contest es un evento en video en el que, de forma similar al OGAE Song Contest, todos los miembros nacionales de OGAE pueden participar con una canción original publicada en los 12 meses anteriores en sus países. No hay obligación de que esté interpretada en un idioma del propio país.